# Anois
Anois (irsky: Teď) byl irský týdeník vydávaný v Dublinu Gaelem Linnem od září 1984 do června 1996. Byly to první noviny v irštině nabízející celobarevný tabloidní formát. Byl primárně zaměřen na problematiku irštiny, a pravidelně se v něm objevovaly sloupky, sport, zábava a dětská sekce.
Anois nahradil dvoje jiné irské noviny, Inniú a Amárach, a sám byl nahrazen novinami Foinse v říjnu 1996. Byl financován Roinn na Gaeltachta, prodejem a reklamou. V roce 1986 měl náklad kolem 5600 kusů, a okolo 4500 v roce 1989.

## Významní přispěvatelé
- Máire Breatnach
- Rónán Mac Aodha Bhuí
- Tomás Mac Síomóin
- Gabriel Rosenstock